# Claude du Campe de Rosamel

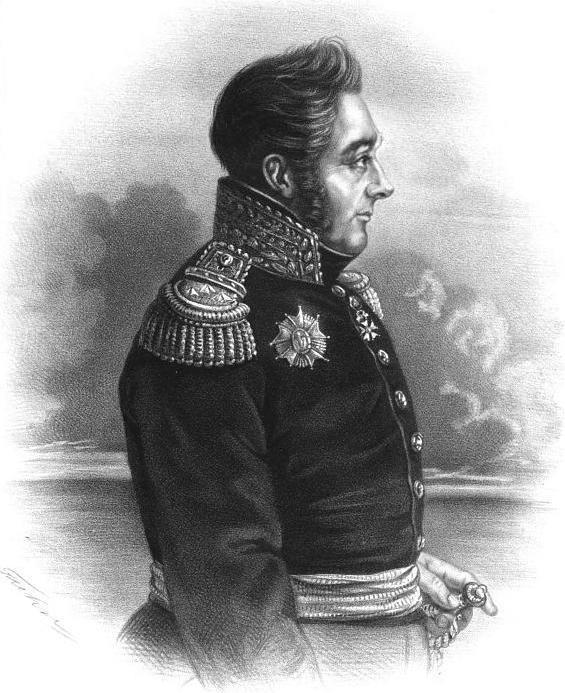
Claude-Charles-Marie du Campe de Rosamel

Claude-Charles-Marie du Campe de Rosamel (* 24. Juni 1774 im Schloss Rosamel, Frencq, Département Pas-de-Calais; † 27. März 1848 in Paris) war ein französischer Admiral und Politiker. Von September 1836 bis März 1839 amtierte er als Marineminister.

## Leben
Claude-Charles-Marie du Campe de Rosamel ging schon 1790 in seinem 16. Lebensjahr zur See und segelte als Offiziersanwärter auf einem Küstenschiff des Départements Manche. Danach studierte er die Theorie des von ihm angestrebten Berufs und trat 1792 in die französische Kriegsmarine ein. Auf der Flotte von Brest zeichnete er sich im Juni 1794 unter Louis Thomas Villaret de Joyeuse in den Kämpfen gegen die von Richard Howe kommandierte englische Flotte aus. 1796 machte er die Expedition nach Irland unter Justin Bonaventure Morard de Galles und Lazare Hoche mit, avancierte 1797 zum Schiffsleutnant und musste im folgenden Jahr eine kurze Gefangenschaft in England absitzen. Daraufhin wurde er 1803 Adjutant des Admirals Étienne Eustache Bruix und blieb bis 1805 in dessen Generalstab.
Seit 1808 war Rosamel Fregattenkapitän. 1811 kommandierte er die Fregatte La Pomone und segelte mit ihr in Begleitung zweier weiterer Kriegsschiffe, La Pauline und La Persanne, von Korfu nach Triest. Nahe der Insel Pelagosa im Adriatischen Meer begegnete das französische Geschwader am 29. November 1811 drei britischen Fregatten, die unter dem Kommando von Murray Maxwell und James Alexander Gordon standen. In dem sich daraus entspinnenden Gefecht blieben die Briten siegreich. Die Masten von Rosamels Schiff wurden zerschossen, Rosamel selbst wurde am Kopf schwer verletzt und erneut gefangen genommen. Diesmal dauerte seine Haft in England drei Jahre. Er erhielt erst 1814, nach Napoleons Sturz, seine Freiheit wieder und kehrte nach Frankreich zurück. Ein in Toulon zusammengetretenes Kriegsgericht beurteilte seine Führung in diesem unglücklichen Gefecht als achtbar und sprach Rosamel frei. König Ludwig XVIII. ernannte ihn im Juli 1814 zum Kapitän zur See und im August 1814 zum Ritter des Ordre royal et militaire de Saint-Louis und der Ehrenlegion. Ab 1815 war er etwa zwei Jahre lang Major de marine in Cherbourg.
1817 nahm Rosamel wieder den Seedienst auf Er avancierte im Oktober 1823 zum Konteradmiral und wurde im gleichen Monat zum Großoffizier der Ehrenlegion ernannt. Er kommandierte eine Schiffsabteilung, die in den Meeren westlich der Küste Südamerikas kreuzte. 1828 diente er unter dem Admiral Henri de Rigny in der Levante. 1830 machte er als Befehlshaber eines Geschwaders die Expedition nach Algier unter Duperrés Oberbefehl mit und trug bei der Eroberung des Kaiserschlosses durch sein verheerendes Feuer aus der Bucht von Algier auf die Forts und Batterien des Hafens wesentlich dazu bei, dass sich Hussein Dey so rasch zur Kapitulation entschloss.

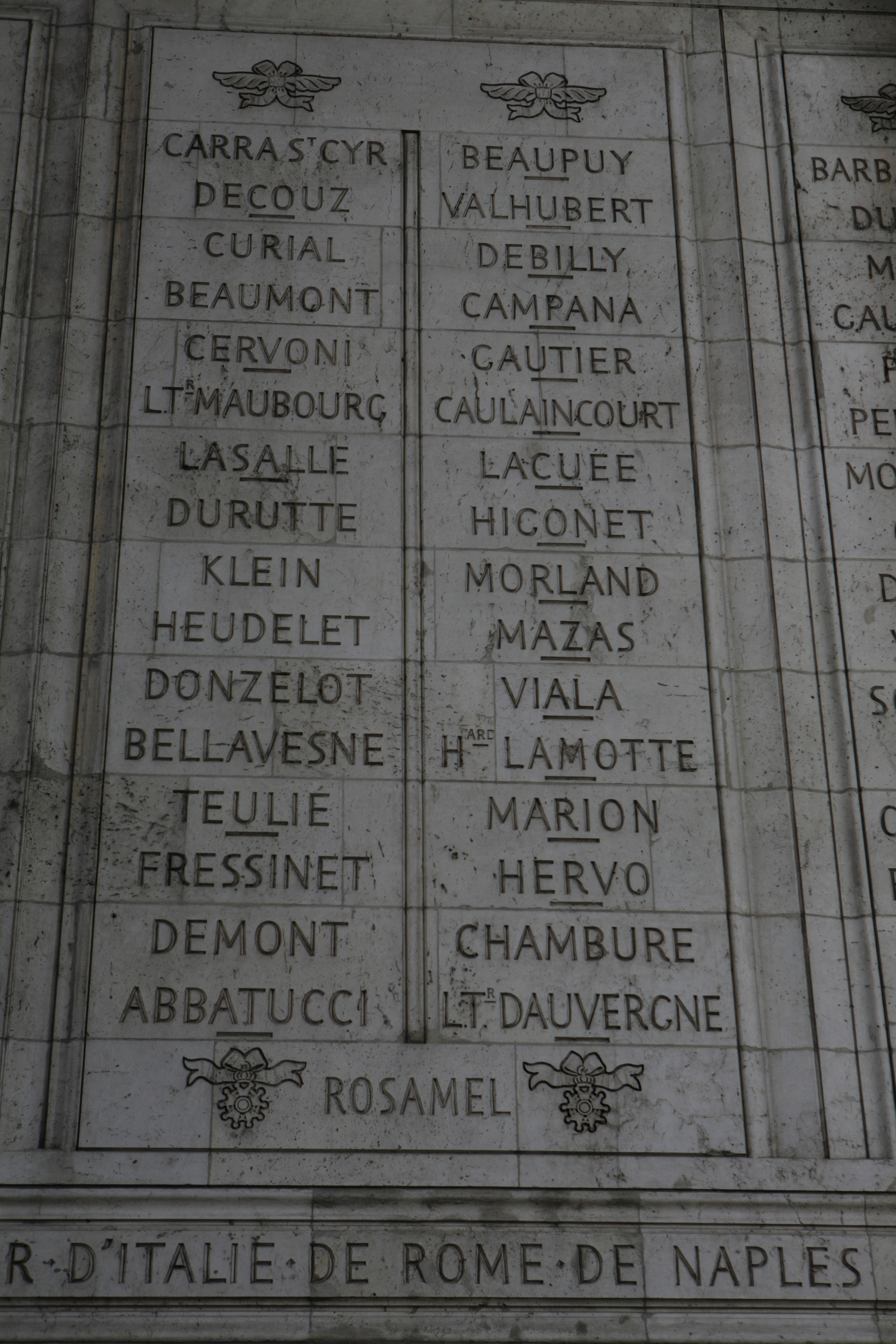
Gravuren im östlichen Pfeiler des Arc de Triomphe.

Die Julirevolution von 1830, deren Anhänger Rosamel war, brachte ihm im November 1830 den Posten eines Seepräfekten zu Toulon ein. Ferner erhielt er am 1. März 1831 den Grad eines Vizeadmirals verliehen. Ab Ende 1833 war er Mitglied des Admiralitätsrats. In die Deputiertenkammer wurde er als Abgeordneter Toulons im Juni 1834 gewählt und schloss sich dem politischen Zentrum an. Am 6. September 1836 wurde er im ersten Kabinett von Louis-Mathieu Molé Marineminister. Er konnte im Oktober 1836, November 1837 und März 1839 seine Wiederwahl als Deputierter erreichen. Auch in der Stellung als Minister war er eifrig tätig. Zu seinen bemerkenswertesten Akten zählen seine Organisation der Linienbesatzungen und die Schaffung des Berufs der Kanonier-Matrosen sowie die Gründung von Schiffsartillerieschulen zu deren Ausbildung. Während seiner Zeit als Marineminister fand auch im November und Dezember 1838 ein erfolgreicher Angriff einer französischen Fregatte auf das mexikanische Fort San Juan de Ulúa statt, das den Hafen von Veracruz beschützt. Rosamel trat im März 1839 gleichzeitig mit seinen von Adolphe Thiers verdrängten Kollegen von seinem Ministeramt zurück. Am 7. März 1839 wurde er zum Pair von Frankreich ernannt. Er starb am 27. März 1848 im Alter von 73 Jahren in Paris und hinterließ seinen Kindern nur ein bescheidenes Vermögen.
Rosamels Name ist im östlichen Pfeiler des Arc de Triomphe in Paris eingraviert.